# Visesio Moeliku
Visesio Moeliku, né le 20 décembre 1922, a été le roi coutumier au titre de Tu'i Sigave du royaume de Sigave, l'un des trois royaumes coutumiers de Wallis-et-Futuna, depuis le 10 mars 2004. En août 2009, il a démissionné. Le royaume de Sigave s'est retrouvé sans souverain jusqu'à l'élection d'Eufenio Takala en mars 2016.